# Krzysztof Mączyński
Krzysztof Mączyński (nascut el 23 de maig de 1987) és un futbolista polonès actualment jugant pel Wisła Kraków.